# 107-ма окрема бригада територіальної оборони (Україна)
107-ма окрема бригада територіальної оборони — військове формування Сил територіальної оборони Збройних сил України. Дислокується у Чернівецькій області. Бригада перебуває у складі Регіонального управління «Захід» Сил ТрО.
Була створена у 2018 році як кадроване з'єднання. Після російського повномасштабного вторгнення 2022 року відмобілізована, брала участь у боях.

## Історія
1 березня 2018 року військовий обласний комісар Володимир Шведюк повідомив, що на Буковині буде створена бригада тероборони. В основних обласних райцентрах мали бути створені 6 батальйонів територіальної оборони, і один батальйон в місті Чернівці.
24 травня 2019 року на загальновійськовиму полігоні «Прибан» (с. Ропча Чернівецького району) проведено Єдиний стрілецький день, у якому взяла участь 107-ма бригада територіальної оборони.
У кінці червня 2019 р. протягом тижня понад 150 офіцерів-резервістів удосконалювали навички з вогневої, тактичної, інженерної підготовки, тактичної медицини та відпрацьовували злагодженість під час командно-штабних навчань.

### Російське вторгнення 2022 року
У широкомасштабній війні бригада бере участь із 10 березня 2022 року, коли окремі батальйони бригади розпочали виконувати бойові завдання на території Харківської області. Зусиллями 107 бригади визволено низку населених пунктів Харківської області. Серед них село Велика Комишуваха.
4 грудня 2022 року, напередодні Дня ЗС України, за мужність та героїзм військовослужбовців, бригада отримала свій бойовий прапор.

## Структура
- управління (штаб)[7]
- 92-й батальйон територіальної оборони
- 93-й батальйон територіальної оборони (м. Вижниця)[5]
- 94-й батальйон територіальної оборони (м. Сторожинець)
- 97-й батальйон територіальної оборони (м. Новодністровськ)
- рота вогневої підтримки
- інженерно-саперна рота
- мінометна батарея
- інші підрозділи

## Командування
- 2018—2021: полковник Олійник Андрій Анатолійович
- 2021—12.02.2024: полковник Цісак Андрій Володимирович[8]
- 12.02.2024—14.03.2024: т.в.о. полковник Приходько Сергій[9]
- з 14.03.2024: полковник Ісаченко Ігор Володимирович[10][11]

## Втрати

### 2022
- 22 листопада 2022 — Краснян Валерій Іванович («Барс»). 20 лютого 1971, смт Глибока, Чернівецька область.[6]

### 2023
- 11 січня 2023 — Ковалюк Петро Михайлович («Явір»), командир роти вогневої підтримки 93-го батальйону. 22 травня 1982, м. Вижниця. Загинув через танковий обстріл.[12]
- 23 травня 2023 — Прус Руслан Анатолійович. Герой України (2024, посмертно).
- 15 липня 2023 — Підгурський Іван Тадейович («Сірко»), кулеметник, 92-й батальйон. 43 роки, с. Цигани Тернопільської області. Загинув у селі Богданівка біля Бахмуту.[13]
- 15 липня 2023 — Нікіфоров Віталій Володимирович («Рибак»), старший солдат, 92-й батальйон. 14 травня 1988, м. Чернівці. Загинув у селі Богданівка біля Бахмуту.[14]

### 2024
- 2 червня 2024 — Строгуш Андрій "Тибій", молодший сержант. Загинув поблизу села Макіївка Луганської області.[15]
- 2 червня 2024 — Володимир Петрук"Браслет"  Загинув поблизу села Макіївка Луганської області.
- 9 липня 2024 — Ставіла Іван Троянович. 1999, селище Глибока. Загинув від артилерійського обстрілу.[16]
- 24 грудня 2024 — Кравець Святослав Ярославович. 47 років, м. Львів. Загинув на Курщині.[17][18]

### 2025
- 11 березня 2025 — Мельник Роман, старший стрілець-оператор стрілецької роти, рядовий. Загинув поблизу населеного пункту Макіївка Сватівського району Луганської області.
- 4 травня 2025 — Чернівчанин Пую Дмитро, старший солдат з позивним «Кухар». Загинув виконуючи бойове завдання на Сумщині. Воїну навіки 28…
- 31 травня 2025 — Бесага Тарас. 27.05.1992, с. Божиків Тернопільської області [19]

## Вшанування

### Нагороджені
Найвищими державними нагородами відзначені:
- Прус Руслан Анатолійович — старший лейтенант. Герой України (2024, посмертно).
- Бурчак Андрій Володимирович — старший солдат Герой України (загинув рятуючи побратимів, п'ять  військовослужбовців) 10.01.25 на засіданні верховної ради проголосували.

### У мистецтві
У вересні 2023 року у Чернівцях відбулася прем'єра документального фільму режисерки Марії Яремчук під назвою «Барс. Незакінчена справа», присвяченого Валерію Красняну.
16 лютого 2024 року ТРО Медіа презентувала документальний фільм режисера Олександра Ткачука «Готові до спротиву. 107 бригада ТРО ЗСУ».